# John Klemmer
John Klemmer (Chicago, Illinois, 3 de julio de 1946) es un saxofonista tenor, alto y soprano, clarinetista bajo y compositor estadounidense de jazz.

## Historial
Se inicia en cursos organizados por Stan Kenton y Joe Daley (1961-1962). Inmediatamente comienza a tocar con grupos de jazz locales, con Eddie Harris y Oscar Brashear, y graba su primer disco en 1967. Después se instala en Los Ángeles, donde toca en la big band de Don Ellis (1968) y, luego, con Oliver Nelson, Alice Coltrane y The Crusaders. Realiza actuaciones por todo el país y por Europa (Antibes Jazz Festival, Festival de Jazz de Montreux de 1973) con su propio grupo, que incluía a Cecil McBee y Alphonse Mouzon.Graba como líder un gran número de discos, en los que realiza fusiones con músicas como el rock, el hip hop y otras.
Klemmer posee un sonido de tenor, a la vez redondo e intenso, utilizando frecuentemente elementos electrónicos, en especial el echoplex, para modificarlo, práctica que adquirió en su época con Don Ellis y que se adecúa perfectamente al estilo de su jazz fusion.

## Discografía como líder
- 1967: Involvement (Cadet/Chess)
- 1968: And We Were Lovers (Cadet/Chess)
- 1969: Blowin' Gold (Chess/Cadet Concept/Chess)
- 1969: All the Children Cried (Chess/Cadet Concept/Chess)
- 1970: Eruptions (Chess/Cadet Concept)
- 1971: Constant Throb (Impulse!)
- 1972: Waterfalls (Impulse!)
- 1973: Intensity (Impulse!)
- 1973: Magic & Movement (Impulse!)
- 1974: Fresh Feathers (ABC/MCA/GRP/Universal)
- 1975: Touch (ABC/MCA/GRP/Verve/Universal)
- 1976: Barefoot Ballet (ABC/MCA/GRP/Verve/Universal)
- 1977: Lifestyle (Living & Loving) (ABC/MCA/GRP/Verve/Universal)
- 1977: Arabesque (ABC/MCA/GRP/Verve/Universal)
- 1978: Cry (ABC/MCA/GRP/Verve/Universal)
- 1978: Simpatico [John Klemmer/Oscar Castro Neves dúo] (JVC/Samson)
- 1979: Brasilia (ABC/MCA/GRP/VERVE/Universal)
- 1979: Nexus [para Dúo y Trío] (RCA/Bluebird/Arista/BMG)
- 1979: Straight From the Heart (Nautilus/Elektra)
- 1980: Magnificent Madness (Elektra)
- 1981: Hush (Elektra)
- 1982: Finesse (Elektra)
- 1986: Two Tone [John Klemmer/Joe Sample] (Crusader/Universal)
- 1989: Music (MCA/GRP/Verve/Universal)
- 1998: Making Love, Vol. 1 (Touch)